# Лаз (Зеленогурський повіт)
Лаз (пол. Łaz, нім. Loos) — село в Польщі, у гміні Забур Зеленогурського повіту Любуського воєводства.
Населення — 333 особи (2011).
У 1975-1998 роках село належало до Зеленогурського воєводства.

## Демографія
Демографічна структура станом на 31 березня 2011 року:
|          | Загалом | Допрацездатний вік | Працездатний вік | Постпрацездатний вік |
| -------- | ------- | ------------------ | ---------------- | -------------------- |
| Чоловіки | 166     | 46                 | 109              | 11                   |
| Жінки    | 167     | 36                 | 104              | 27                   |
| Разом    | 333     | 82                 | 213              | 38                   |